# 佐久間純子
佐久間 純子（さくま じゅんこ、1967年（昭和42年）1月19日 - 2011年（平成23年）3月4日）は、日本の女性声優。ぷろだくしょんバオバブに所属していた。夫は同じく声優の松本保典。
千葉県出身。東京都立小松川高等学校卒業。1987年に東京成徳短期大学幼児教育科卒業。2011年3月4日死去。

## 出演

### テレビアニメ
1991年
- 魔法のプリンセス ミンキーモモ 第2作（店員、マリー、ホワイト、妖精3、子供A）

1992年
- あしたへフリーキック（セントマリアB、セントマリアキャプテン）
- 風の中の少女 金髪のジェニー（ポーラ）
- 花の魔法使いマリーベル（女の子、客、コスモスの妖精）
- 見ると強くなる 痛快!横綱アニメ ああ播磨灘（ファンA）

1993年
- しましまとらのしまじろう（犬のおばさん）

1994年
- 白雪姫の伝説（ジュン）

1995年
- ふしぎ遊戯（女、侍女、美朱の母、女優 他）

1996年
- 快傑ゾロ（母親）

1998年
- ジェネレイターガウル（ニュースキャスター）

2001年
- X －エックスー（星史郎の母）

2003年
- 宇宙のステルヴィア（音山陽子）
- ガンパレード・マーチ 〜新たなる行軍歌〜（壬生屋未央）

### OVA
- 乙姫CONNECTION（1991年、マヌカン）
- 鴉天狗カブト 黄金の目のケモノ（1992年、奴隷A）
- ゴリラーマン（1992年、暁美）
- 電影少女 -VIDEO GIRL AI-（1992年、女子生徒）
- 万能文化猫娘（1992年、娘、コンピューターヴォイス）
- アル・カラルの遺産（1993年、女性B）
- 超時空世紀オーガス02（1993年、ヴァレッタ）
- I・R・I・A ZEIRAM THE ANIMATION（1994年、アナウンサー、受付嬢）
- Compiler（1994年、女の子C）
- 新・キューティーハニー（1994年、秘書）
- マクロスプラス（1994年）
- 銀河お嬢様伝説ユナ（1995年、緋川亜子）

### ゲーム
- クリスタルリナール -逢魔の迷宮-（ナムリア）
- 殻の中の小鳥（1996年、クレア・バートン）
- 銀河お嬢様伝説ユナ3 -LIGHTNING ANGEL-（1997年、閃光のアコ）
- 妖獣戦記 Windows版（1997年 - 1998年、天城冴子）
  - 妖獣戦記 -A.D.2048-
  - 続妖獣戦記 -砂塵の黙示録-
  - 妖獣戦記2 -黎明の戦士たち-
- 高機動幻想ガンパレード・マーチ（2000年、壬生屋未央）

### 吹き替え
- マジック・スクール・バス（フィービー）